# Samhain (együttes)
A Samhain egy amerikai horror punk/heavy metal/death rock együttes volt. 1983-ban alakultak. Glenn Danzig alapította, akit már jól ismerhetünk a kultikus The Misfits zenekarból, illetve a saját magáról elnevezett önálló együtteséről. Fennállásuk alatt 3 nagylemezt jelentettek meg. A Misfits-hez hasonló témájú szövegeik vannak, ám az előd-zenekarnál sötétebb hangulattal. 1983-tól 1987-ig működtek, majd 1999-ben, 2011-ben, 2012-ben és 2014-ben összeálltak egy rövid időre. Nevüket a Halloween elődjének számító fesztiválról kapták.

## Diszkográfia
Stúdióalbumok
- Initium (1984)
- Samhain III: November-Coming-Fire (1986)
- Final Descent (1990)